# Spodoptera erica
Spodoptera erica är en fjärilsart som beskrevs av Butler 1880. Spodoptera erica ingår i släktet Spodoptera och familjen nattflyn. Inga underarter finns listade i Catalogue of Life.